# Aloencyrtus niloticus
Aloencyrtus niloticus är en stekelart som först beskrevs av Compere 1940.  Aloencyrtus niloticus ingår i släktet Aloencyrtus och familjen sköldlussteklar. Inga underarter finns listade i Catalogue of Life.